# Вяльки (Унечский район)
Вяльки — деревня в Унечском районе Брянской области в составе Ивайтёнского сельского поселения.

## География
Находится в центральной части Брянской области на расстоянии приблизительно 27 км на восток-юго-восток по прямой от вокзала железнодорожной станции Унеча.

## История
Известна со 2 половины XVII века, до 1781 года входила в состав Бакланской сотни Стародубского полка (ратушное владение; позднее - Покорского, Гудовичей и др.). С 1721 упоминается как село с церковью Рождества Богородицы (не сохранилась), в XIX веке - деревня. В середине XX века работал  колхоз «13-й год РККА». В 1978 к деревне был присоединен поселок Грозный. До Великой Отечественной войны преобладало украинское население. В 1859 году здесь (деревня Мглинского уезда Черниговской губернии) учтено было 27 дворов, в 1892—63.

## Население
Численность населения: 311 человек (1859 год), 444 (1892), 127 человек (русские 100 %) в 2002 году, 83 в 2010.